# MSC Fantasia
Az MSC Fantasia Fantasia osztályú üdülőhajó, melyet az MSC Cruises birtokol és üzemeltet. A Fantasia osztályú hajók vezető hajójaként szolgál. 2008 decemberében lépett szolgálatba, és bevezette az MSC Cruises hajóinak új generációját, és ez lett a legnagyobb hajó, amely az MSC számára a szállítás idején üzemelt.

## Története

### Tervezés és kivitelezés
2005 júniusában először érkeztek meg nem erősített jelentések, amelyek szerint az MSC szándéknyilatkozatot írt alá az STX France-szal két Panamax utáni hajóról, amelyek 2008-ban és 2009-ben debütálnak. Az STX France megerősítette, hogy a hajók új 1600 kabinos és 4000 fős férőhelyes prototípusát véglegesítik és mérlegelik. 2005. november 16-án az MSC 1,2 milliárd dolláros kéthajós megrendelést hajtott végre az STX France-nál, amely a flotta legnagyobb hajója lett szállításkor. A hajókat 135 500 tonnásra tervezték, maximális vendégkapacitásuk 3887 utas, 1300 fős személyzet kíséretében.
A két hajó közül az első, A33 néven 2006. szeptember 9-én sz acélvágási ceremóniával kezdődött az építkezés a franciaországi saint-nazaire-i hajógyárban.  2008. március 1-jén kivezették a gyárból. A hajó 2008. október 24-én 48 órára távozott tengeri kísérleteire a Vizcayai-öbölbe, majd 2008. október 27-én visszatért.

### Szállítás és keresztelés
2008. december 10-én hagyta el utoljára a hajógyárat, és ezt követően hivatalosan leszállították az MSC-nek. Franciaországból első útja Nápolyba vitte, ahonnan Lisszabon, Gibraltár, Alicante, Barcelona, majd Marseille felé indullt. Hivatalosan 2008. december 18-án keresztelte meg keresztanyja, Sophia Loren.

### Operatív karrier
Keresztelése után az MSC Fantasia nyitószezonját Genovából cirkálva töltötte. Bevezető hajóútja 2008. december 20-án indult a Földközi-tenger keleti részére, ahol meglátogatta Rodoszt, Alexandriát, Messinát és Nápolyt. Ezután körutazást tett a Kanári-szigeteken és a nyugat-mediterrán útvonalakon.
2009. március 5-én a nagy szél elkapta az MSC Fantasia köteleit Spanyolországban. A hajó eltávolodott a dokkoldaltól, és egy utasfolyosót belezuhant a vízbe. Egy utast és három főnyi legénységet kellett kimenteni a tengerből. Az egyik utast fejsérülésekkel szállították kórházba, míg a másik hármat hipotermia miatt kezelték.
Az MSC Fantasia Európán kívül is utazott, és a téli hónapokban Guadeloupe-ból és Martinique-ből a Karib-tengeren hajózott. 2019 és 2021 között az MSC Fantasia ősszel és télen  Dél-Amerikában cirkál, mielőtt nyáron visszatér Európába. 2021 nyarán hetente utazott mediterrán útvonalakon Genovából az MSC Seashore helyett augusztus 1-jéig, mert a Seashore átadását elhalasztották a Covid19-pandémia okozta építési késések miatt.

## Tervezés és specifikációk
Az MSC Fantasiát két tengelyhajtású légcsavar hajtja, három 12 hengeres és két 16 hengeres Wärtsilä 46 dízel-elektromos motorból, amelyek összteljesítménye 71 400 kilowatt (95 700 hp). A hajó villanymotorjai a Converteamtől származnak, amelyek a Becker Marine System kétszárnyas kormánylapátja és a hajócsavarok mögött elhelyezkedő légcsavarokat hajtják.
A szolgáltatások közé tartozik a gyógyfürdő, a 4D mozi, a zenélő szökőkutak és a versenyautó-szimulátor.

## Fordítás
Ez a szócikk részben vagy egészben  a   MSC Fantasia című angol Wikipédia-szócikk ezen változatának fordításán alapul.  Az eredeti cikk szerkesztőit annak laptörténete sorolja fel. Ez a jelzés csupán a megfogalmazás eredetét és a szerzői jogokat jelzi, nem szolgál a cikkben szereplő információk forrásmegjelöléseként.